# Festival International des Jeux

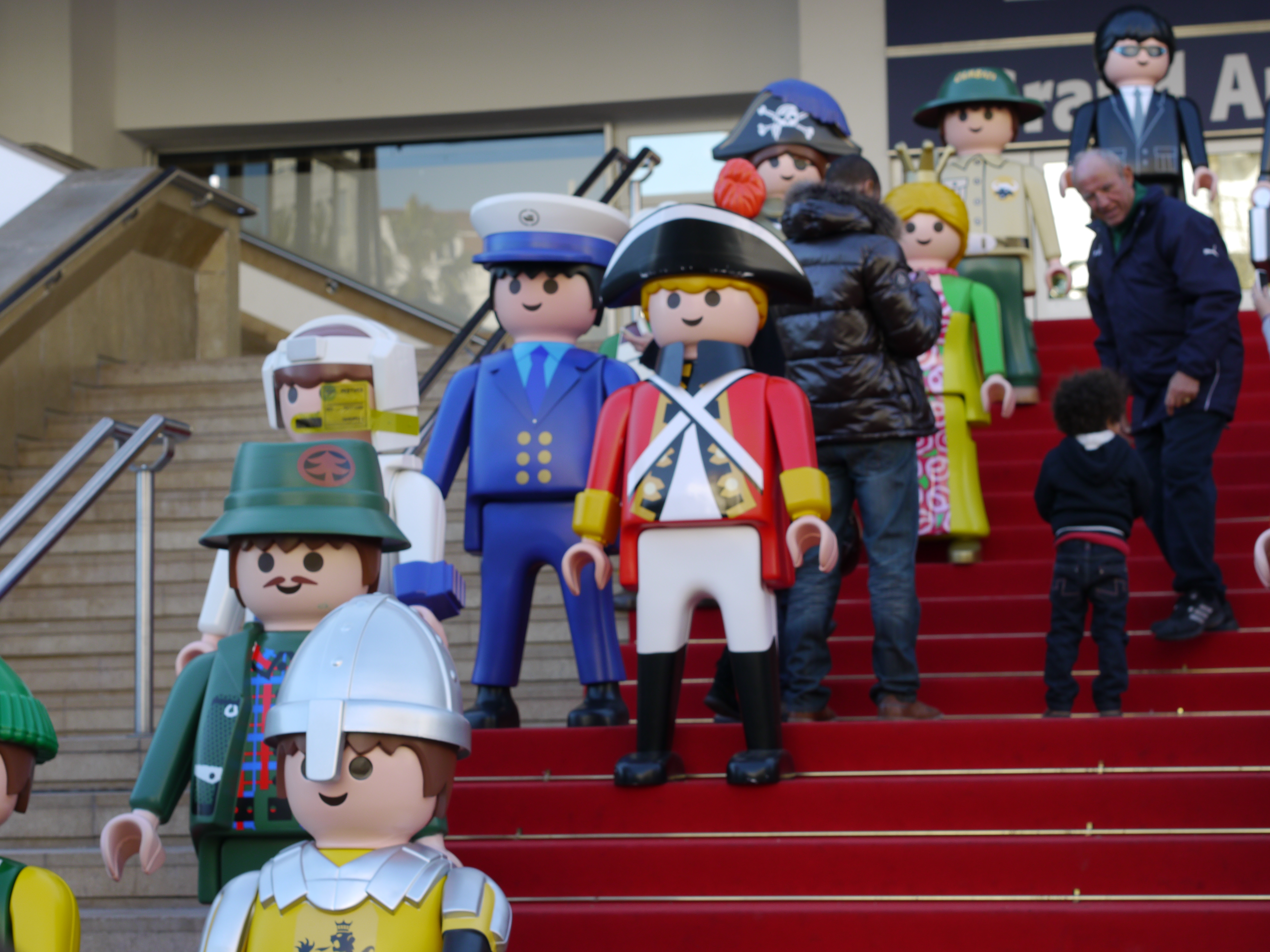
Lebensgroße Playmobil-Figuren vor dem Eingang der Messe (2012)

Logo des im Rahmen der Messe vergebenen Spielepreises As d’Or

Das Festival International des Jeux  (frz. für Internationales Festival der Spiele) ist eine jährlich im französischen Cannes stattfindende Messe für Spiele. Neben klassischen Gesellschaftsspielen geht es bei dem Festival auch um Computerspiele, Sammelkartenspiele, Tabletop-Spiele sowie Spielzeug im Allgemeinen. Im Rahmen des Festivals wird der renommierte Spielepreis As d’Or vergeben.

## Geschichte
Das Internationale Festival der Spiele findet seit 1978 jährlich im Palais des Festivals et des Congrès statt.